# Христов нерукотворени образ
Христов нерукотворени образ (такође Нерукотворен лик Христов) је посебна врста иконе Исуса Христа, која представља Његово лице на убрусу (плочи), или Керамидион, који представља Његово лице на глиненој плочи или убрусу. У византијским храмовима, Мандилион и Керамидион су обично били приказани у куполи, један наспрам другог.

## Порекло
Постоје две групе сведочења о пореклу моштију, које су послужиле као извор иконографије, од којих свака говори о њеном чудесном пореклу.

## Опште црквено источно предање
Источно свеочење о Нерукотвореном лику, која је старија, може се пратити до прве половине 4. века. Прича је повезана са болесним краљем Едесе (Мезопотамија, савремени град Санлиурфа, Турска) Авгаром V и Тадејевом посетом код њега након што уметник којег је послао није успео да прикаже Христа: Христос је опрао лице, обрисао га крпом (убрус). ), на коме је остао отисак , и предао уметнику. Пошто је брада након прања водом била мокра, утиснута је у облику клина једног прамена, па се ова чудесна слика понекад назива и „Спаситељ мокре браде“. Тако је, према легенди, Мандилион постао прва икона у историји. Јевсевије Цезарејски у својој Црквеној историји извештава следеће:
„Прича о Тадеју је ова. Божанство Господа и Спаса нашег Исуса Христа, прослављено међу свим људима због своје чудотворне силе, привукло је хиљаде људи чак и из страних земаља, веома удаљених од Јудеје, који су се надали исцељењу од болести и разних страдања. Дакле, цар Авгар, који је славно владао народима с ону страну Еуфрата, али га је мучила болест која није могла да се излечи, сазнавши за име Исусово и чуда Његова – сви су о њима сведочили сложно – одлучио да Га умоли, пославши гласника са писмом и молбом да се избави од болести. Спаситељ тада није услишио његову молбу, већ га је почастио посебним писмом у коме је обећао да ће послати једног од својих ученика да излечи његову болест и заједно спасе њега и све његове ближње. Ово обећање је убрзо испуњено. После Васкрсења Христовог из мртвих и Вазнесења, Тома, један од дванаесторице, по Божијем надахнућу шаље Тадеја, једног од седамдесеторо ученика Христових, у Едесу да проповеда учење Христово. Испунио је све што је наш Спаситељ обећао. Тадеј, стигавши на то место, исцељује Авгара речју Христовом, и задивљује све тамошње људе чудесним чудесима. Пошто их својим поступцима довољно припреми и наведе да поштују силу Христову, он их поче поучавати спасоносној вери. И до данашњег дана, од тада, сва Едеса је освећена именом Христовим; она убедљиво сведочи о милостима Спаситеља нашег према њој.”
Јевсевије из Цезареје у прилог наводи два документа-писма која је превео са сиријског и узео из архива Едесе: молбу цара Авгара и Исусов одговор. Јефрем Сирин говори о преписци између Авгара и Христа. Поред тога, преписку Христа са Авгаром и причу да су Авгарови посланици донели слику Спаситеља из Јерусалима уврстио је јерменски историчар из 5. века Мојсије из Хоренског у књигу „Историја Јерменије“: „Ова порука је донета од Анана, гласника Авгара (Авгара), уз лик Спаситеља (փրկչական պատկերին), који се до данас чува у граду Едеси“. Доказ Тадејеве посете Авгару је Прокопије из Цезареје, који говори о опсади Едесе од стране персијског краља Хосроја у својој књизи „Рат са Персијанцима. Рат против вандала. Тајна историја“, преноси детаље о Авгаровој болести: „доживевши дубоку старост, Авгар је патио од тешке болести гихта“. Историчар Евагрије Схоластик у свом делу „Историја Цркве“ говори о чудесном избављењу становника Едесе од опсаде који су морали да спале опсадну грађевину коју је подигао Хосрој да би заузели Едесу, а онда нису успели; прибегао помоћи Спаситеља Нерукотвореног: „Сасвим изгубљени у мислима, они носе богостворену икону нерукотворену, коју је Христос Бог послао Авгару када је хтео да Га види. Уневши ову свесвету икону у јарак који су ископали, покропили су је водом и бацили неколико капи у ватру и на огрев. Божанска сила је одмах притекла у помоћ њиховој вери и извршила оно што раније нису могли; пламен је изненада захватио дрво и, пре него што можемо да претпоставимо, претворивши га у угаљ, проширио се на дрвеће изнад и све прогутао”.
Седми васељенски сабор је 787. године навео присуство иконе која није направљена рукама као најважнији доказ у прилог поштовања икона.
Године 944. војска цара Романа Лекапина је опколила град, услед опсаде, становници Едесе су се одрекли свете линије у замену за мир (хрисовул), а икона Нерукотворена је свечано пренета у Цариград.
Пошто се Успеније Богородице празнује 15. (28. августа), годишња прослава Нерукотвореног лика била је заказана за наредни дан – 16. (29. августа), под овим датумом је дан уврштен у календар као општи црквени празник под називом „Пренос лика Господњег нерукотвореног из Едесе у Цариград нашег Исуса Христа“.
Светиња је украдена из Константинопоља приликом пљачке града од стране учесника Четвртог крсташког рата 1204. године, након чега је изгубљена (према предању, брод са иконом је разбијен).
Неки истраживачи по свој прилици сматрају да су Мандилион из храма Сан Силвестро ин Цапите, који се сада налази у капели Санта Матилда у Ватикану, и Мандилион који се чува у јерменској цркви Светог Вартоломеја у Ђенови, најближи оригиналној слици у Запад. Обе иконе су насликане на платну, постављене на дрвене подлоге, истог су формата (отприлике 29к40 цм) и обложене су равним сребрним рамом, исеченим по контурама главе, браде и косе. Поред тога, о врсти оригиналне реликвије сведоче и двери триптиха са данас изгубљеним средишњим делом из манастира Св. Катарине на Синају. Према најхрабријим хипотезама, „првобитни“ Спаситељ Нерукотворени, послат Абгару, служио је као посредник.

## Западна средњовековна легенда
Западна верзија легенде настала је, према различитим изворима, од 13. до 15. века, највероватније међу фрањевачким монасима. Према његовим речима, благочестива Јеврејка Вероника, која је испратила Христа на Његовом крстном путу до Голготе, дала Му је платнену марамицу како би Христос обрисао крв и зној са његовог лица. На марамици је било утиснуто Исусово лице. Реликвија, названа „Вероника табла“, чува се у Саборном храму Св. Петар је у Риму. Претпоставља се да је име Вероника, када се помиње Слика нерукотворена, настало као изобличење лат. икона вера (права слика). Посебност слика „Вероникиног огртача” из „Спаситеља мокре браде” је трнова круна на Спаситељевој глави, као што је била утиснута на Вероникином шалу током ношења крста Исуса Христа. У средњовековној западној иконографији, две слике су често биле помешане.
Позната су најмање два „Вероника”: 1. у базилици Светог Петра у Ватикану и 2. „Манопелово лице”, који се назива и „Вероникиним велом”, али нема круна од трња. Нема круне од трња, а на слици Ханса Мемлинга „Света Вероника“ очигледно је да је Ханс Мемлинг, немајући узорак, уместо Вероникине плоче користио копију из Спаситеља Нерукотвореног.